# Smotrytsch (Fluss)
Der Smotrytsch (ukrainisch und russisch Смотрич, polnisch Smotrycz) ist ein linker Nebenfluss des Dnister in der ukrainischen Oblast Chmelnyzkyj.
Der Smotrytsch entspringt bei Rajkiwzi (Райківці), durchfließt die Podolische Platte in südlicher Richtung, passiert dabei die Städte Horodok sowie Kamjanez-Podilskyj und mündet bei Ustja in den Dnister.
Der Smotrytsch hat eine Länge von 168 km. Er entwässert ein Areal von 1800 km².
Der Fluss wird hauptsächlich von der Schneeschmelze gespeist.
21 km oberhalb der Mündung beträgt der mittlere Abfluss 4 m³/s.
Am Flusslauf befinden sich 7 kleinere Wasserkraftwerke mit zugehörigen Stauseen.
Sein Unterlauf ist eines der Ramsar-Gebiete in der Ukraine.